# Chính phủ Liên Xô

Quốc huy Liên Xô (1923-1991)

Chính phủ Liên Xô là tên gọi tổng quát các cơ quan hành pháp của Liên Xô. Trong thời kỳ Xô viết, thuật ngữ "chính phủ Liên Xô" được sử dụng trong các văn bản chính thức. Chính phủ Liên Xô có nhiều tên gọi khác nhau trong các giai đoạn khác nhau.

## Tên gọi
Chính phủ Liên Xô có các tên gọi sau đây:
- Hội đồng Dân ủy Cộng hòa Xã hội chủ nghĩa Xô viết Liên bang Nga (30/12/1922-6/7/1923)
- Hội đồng Dân ủy Liên Xô (6/7/1923-15/3/1946)
- Hội đồng Bộ trưởng Liên Xô (15/3/1946-14/1/1991)
- Nội các Bộ trưởng Liên Xô (14-26/1/1991)
- Ủy ban Kinh tế Liên Xô (28/8-26/12/1991)

## Quyền hạn

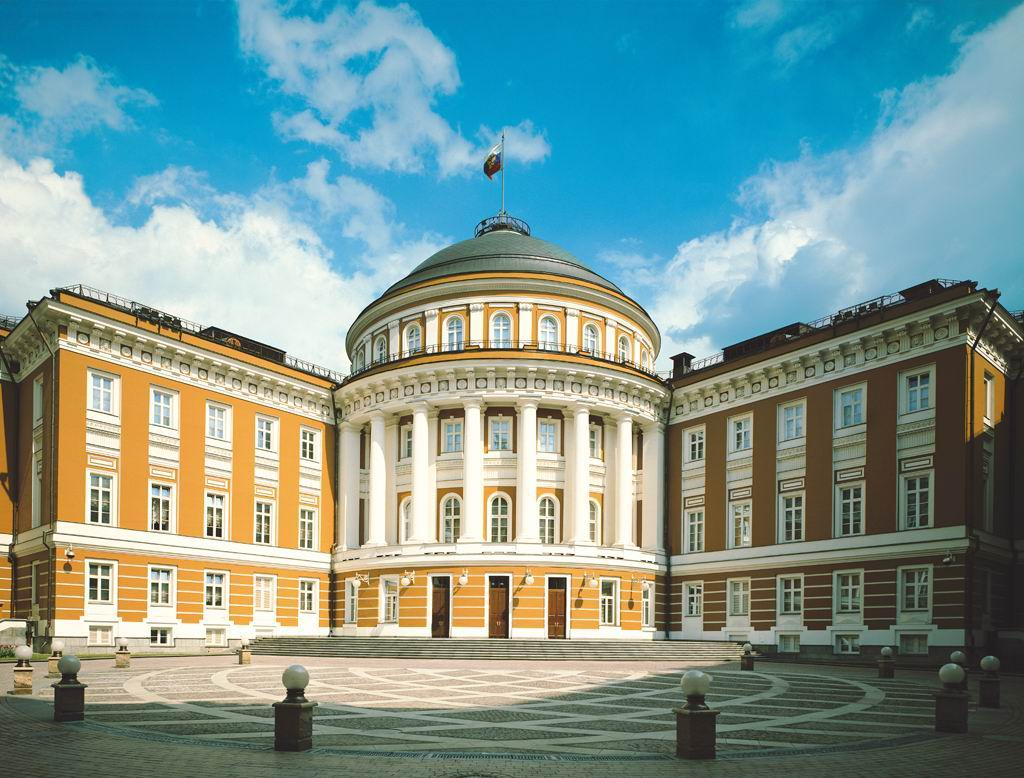
Thượng viện Kremlin

Chính phủ Liên Xô là cơ quan hành pháp chính tại Liên Xô. Chính phủ Liên Xô bao gồm người đứng đầu là Thủ tướng, Phó Thủ tướng thứ nhất, các Phó Thủ tướng tất cả đều chịu trách nhiệm khu vực cụ thể được giao, các Bộ trưởng và các chủ nhiệm Ủy ban Nhà nước khác do Thủ tướng đệ trình Xô viết Tối cao Liên Xô bổ nhiệm. Hành pháp của Chính phủ chủ yếu là phát triển kinh tế, văn hóa, xã hội trong ngắn hạn và dài hạn. Trụ sở Chính phủ Liên Xô tại Tòa nhà Thượng viện Kremlin, Moskva.
Chính phủ Liên Xô thực hiện quyền hạn và trách nhiệm theo Hiến pháp Liên Xô và luật pháp quy định. Hiến pháp quy định Chính phủ Liên Xô có quyền đệ trình dự luật, dự toán ngân sách điều phối nền kinh tế, quy chế hoạt động, quyết định, pháp lệnh cho Xô viết Tối cao Liên Xô thảo luận và phê chuẩn. Các quyết định và pháp lệnh của chính phủ Liên Xô sẽ rành buộc Liên Xô và các nước Cộng hòa Liên bang. Quy định các chính sách nội bộ, chỉ đạo và giám sát hoạt động quản lý nhà nước, giám sát phát triển kinh tế của đất nước, chỉ đạo các hoạt động và phát triển các dịch vụ công và thực hiện các hoạt động khác phù hợp với quy định của Hiến pháp và pháp luật hiện hành. Chính phủ cũng kiểm soát ngoại thương và đã chỉ đạo "phát triển chung" của các lực lượng vũ trang Liên Xô.
Chính phủ quản lý lĩnh vực nội vụ của Liên Xô và các nước cộng hòa xã hội chủ nghĩa trong chính sách xã hội. Đó là trách nhiệm thực hiện các biện pháp hoặc thúc đẩy hoặc đảm bảo phúc lợi nhân dân Liên Xô thông qua phát triển kinh tế, xã hội và kinh tế. Trên lĩnh vực kinh tế, chính phủ chịu trách nhiệm về tiền tệ, công nghệ, ô nhiễm, tiền lương và giá cả chính sách an sinh xã hội, kiểm soát tất cả toàn liên bang, nghĩa là các tổ chức kiểm soát bởi Chính phủ Trung ương và các tổ chức toàn cộng hòa. Ví dụ, Chính phủ kiểm soát Ngân hàng Nhà nước và chịu trách nhiệm tổ chức bảo hiểm nhà nước và dự toán. Chính phủ dự thảo kế hoạch 5 năm phát triển kinh tế và xã hội, thông qua sự kiểm soát của các Ủy ban Kế hoạch Nhà nước và ngân sách của cả nước, thông qua kiểm soát của Bộ Tài chính. Cả hai kế hoạch 5 năm và phê duyệt ngân sách đều do Xô viết tối cao Liên Xô thực hiện. Đó là trách nhiệm tài sản Xã hội chủ nghĩa, trật tự công cộng và bảo vệ công dân.
Chính phủ chịu trách nhiệm trước Nghị viện Liên Xô, và Quốc hội về mặt lý thuyết buộc toàn bộ chính phủ hoặc bất kỳ thành viên nào của chính phủ từ chức thông qua cuộc bỏ phiếu đa số. Thủ tướng và các thành viên Chính phủ cùng chịu trách nhiệm chung về các quyết định được thông qua của Chính phủ và chịu trách nhiệm riêng cho lĩnh vực được giao của mình. Chủ tịch Đoàn Chủ tịch Xô Viết tối cao Liên Xô, là người đứng đầu nhà nước, bổ nhiệm các bộ trưởng chính phủ, và nhiệm kỳ được sự chấp thuận của Xô viết tối cao Liên Xô. Thủ tướng đệ trình thành viên chính phủ lên Đoàn Chủ tịch, có thể được bổ nhiệm hoặc từ chối các ứng viên.